# Бен Коквелл
Бен Коквелл (25 червня 1987 , Реджайна ) — канадський бобслеїст, олімпійський медаліст, призер чемпіонату світу. 

## Олімпійські ігри
| Рік  | Місце проведення          | Четвірки |
| ---- | ------------------------- | -------- |
| 2014 | Сочі, Росія               | 27       |
| 2018 | Пхьончхан, Південна Корея | 12       |
| 2022 | Пекін, Китай              | 3        |

## Виступи на чемпіонатах світу
| Рік  | Місце проведення      | Двійки | Четвірки | Змішана команда |
| ---- | --------------------- | ------ | -------- | --------------- |
| 2015 | Вінтерберг, Німеччина | —      | 12       | —               |
| 2016 | Інсбрук, Австрія      | —      | 15       | 4               |
| 2017 | Кенігсзе, Німеччина   | —      | —        | 7               |
| 2019 | Вістлер, Канада       | 30     | 3        | —               |
| 2021 | Альтенберг, Німеччина | —      | 5        | —               |